# Trimethylarsendichlorid
Trimethylarsendichlorid ist eine arsenorganische Verbindung.

## Herstellung
Trimethylarsendichlorid kann durch Chlorierung von Trimethylarsen mit elementarem Chlor gewonnen werden.

## Eigenschaften und Reaktionen
Die Struktur von Verbindungen der Zusammensetzung R3AsX2 hängt von den konkreten Substituenten ab und kann entweder rein kovalent oder teilweise ionisch sein. Im Falle von Trimethylarsindichlorid mit R = Methyl und X = Chlor ist die Struktur kovalent mit fünfbindigem Arsen. Durch Reaktion von Trimethylarsindichlorid mit zwei Äquivalenten Methyllithium in Diethylether bei −60 °C kann Pentamethylarsoran hergestellt werden.